# 虛川站
虛川站（韓語：허천역）是朝鮮民主主義人民共和國咸鏡南道虛川郡虛川邑的一個鐵路車站，属于虛川線和滿德線。

## 邻近车站
虛川線
楸洞站 - 虛川站 - 守義站
滿德線
虛川站 - 釜洞站